# ピエール1世 (ブルターニュ公)

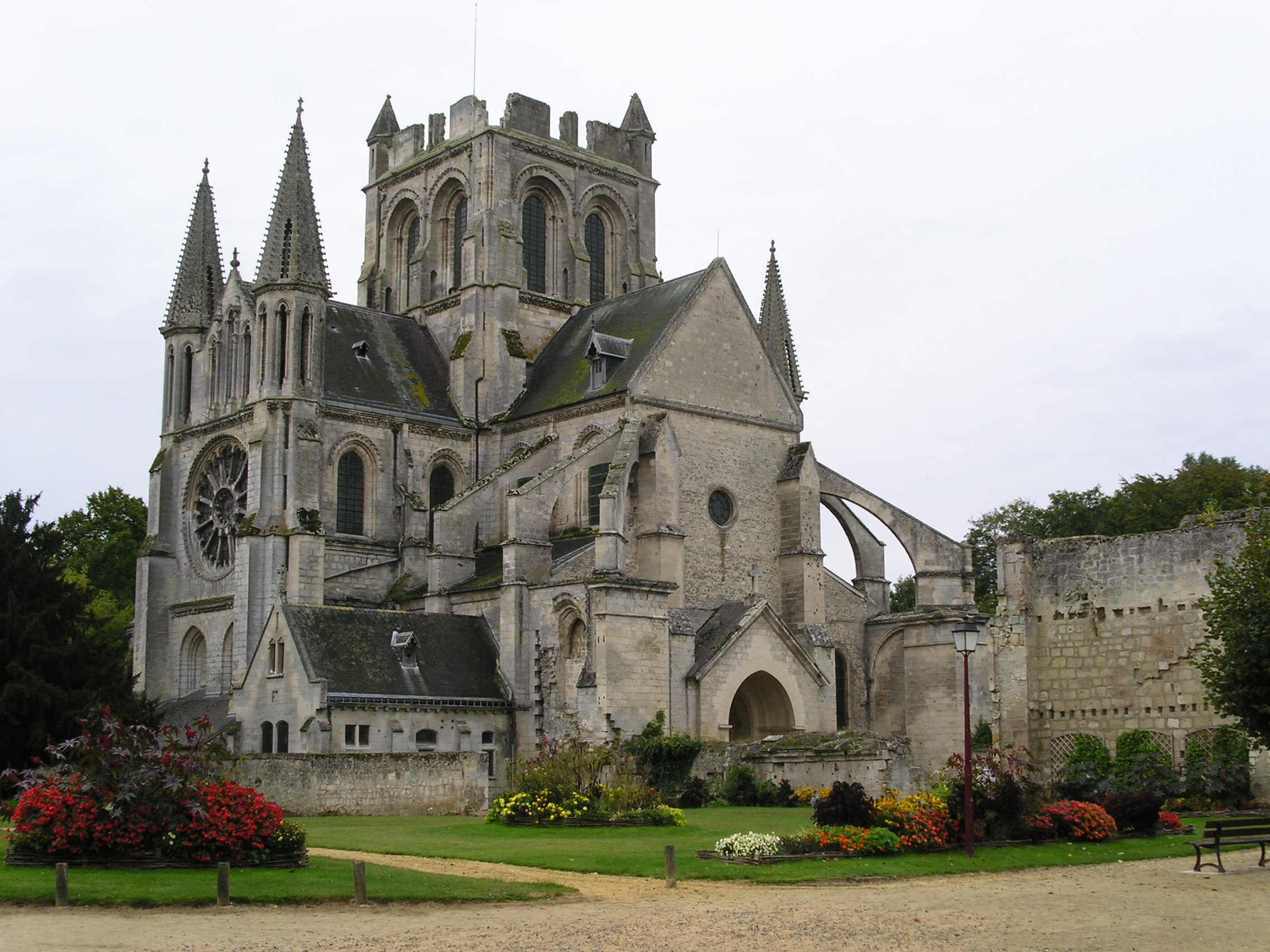
サンティヴド修道院教会

ピエール・ド・ドルー（Pierre de Dreux、1178年頃 - 1250年7月6日）は、ブルターニュ公国摂政（バリストル、Baillistre、1213年 - 1237年）、リッシュモン伯、1250年以降はマシュクール領主。1213年から1237年までブルターニュ公として列せられている。

## 生涯
ドルー家のロベール2世とヨランド・ド・クシーの子として、ドゥルダンで生まれた。ロベール2世の祖父はルイ6世であるため、カペー家とは縁戚関係にあった。
幼い頃から聖職者になるよう育てられたが還俗したため、「悪しき聖職者」を意味する「モークレール　Mauclerc」とも呼ばれた。彼を聖職者にしようとした父ロベール2世、その墓所がある教会に掲げられた父の紋章を彼が壊した挿話がこの別称の下敷きとなっている。
ピエールはイングランドと争うフランス王フィリップ2世の臣下であり、1213年にブルターニュをフランス側におくため女公アリックス・ド・トゥアールと結婚した。1214年には王太子ルイ（のちのルイ8世）を補佐してラ・ロシュ・オー・モワーヌの戦いでジョン欠地王と戦っている。1219年にもアルビジョワ十字軍に加わり、マルマンド攻略とトゥールーズ包囲に参加している。ブルターニュに戻って1222年には、ブルターニュの男爵たちの反乱を抑え、ヘンリー3世と戦うルイ8世に加勢している。ピエールはアルビジョワ十字軍に加わった諸侯であったが、ルイ8世の死後、1227年から1234年まで摂政だったブランシュ・ド・カスティーユに対して起こされた4度の反乱（王国のほとんどの諸侯が参加した）に加わっている。
1221年に女公アリックスが死ぬとブルターニュ公国摂政にされ、長男ジャン1世が成人する1237年まで務めた。ピエール・モークレールはピエール・ブレーヌ（Pierre de Braine）と呼ばれるようになり、1240年には異教徒と戦うため聖地へ向かった。帰国後、イングランドとの海上戦でいくつかの勝利を収めている。
1249年、ピエールは聖王ルイの第7回十字軍に参加したが、帰国の途中に船上で亡くなった。ピエールは一族の墓のあるブレーヌのサンティヴド修道院教会に埋葬された。
ピエールの別称であるモークレールは、ブルターニュの高位聖職者、特にナント司教との敵対関係にも関連している。ナント司教は、新しい城壁のルート上にある聖職者所有の土地を売却したくなかったのである。モークレールという別称は早くも13世紀に現れている。

## 子女
アリックス・ド・トゥアールとは以下の3子をもうけた。
- ジャン1世（1217年頃 - 1286年） - ブルターニュ公[1]
- ヨランド（1218年 - 1272年） - ラ・マルシュ伯およびアングレーム伯ユーグ11世・ド・リュジニャンの妻[4]
- アルテュール（1220年 - 1224年）[4]

2度目の妃ニコルとは以下の子をもうけた。
- オリヴィエ・ド・ブレーヌ（1231年 - 1279年） - マシュクール領主

1236年1月以前、モンテギュ女領主マルグリットと結婚。子供はなかった。